# 青森西バイパス
青森西バイパス（あおもりにしバイパス）は、青森県青森市大字戸門から同市大字篠田に至る総延長 7.8kmの国道7号のバイパスである。地元住民からは「西バイパス」や、「西バイ」と呼ばれている。戸門より西側は、鶴ヶ坂バイパスに接続している。

## 概要
- 起点 : 青森県青森市大字戸門
- 終点 : 青森県青森市千刈2丁目
- 総延長 : 7.8km
- 車線数 : 4車線（戸門交差点以西は2車線。一部7車線）
- 2008年9月に当バイパスと国道7号起点までは指定区間から外れた。

## 歴史
- 1967年度 : 事業化
- 1969年9月:着工[1]
- 1972年12月24日[1] : 青森高架橋 開通に伴い、暫定2車線で全線開通。

なお、JR津軽線をまたぐ跨線橋である青森高架橋 (993.8m) は当時 青森県内で、最長の橋であった。
- 2006年3月29日 : 青森高架橋 4車線化。
- 2012年11月26日 : 青森市大字戸門-青森市大字新城 間 (1.5km) 4車線化

## 地理

### 交差する道路
- 青森環状道路（青森市大字新城字山田）
- 国道280号（内真部バイパス）
- 青森県道234号津軽新城停車場油川線
- 青森県道247号鶴ケ坂千刈線 : 当バイパスが開通する前の国道7号
- 鶴ヶ坂バイパス（当バイパスと直結）
- 青森都市計画道路3・2・2号内環状線 - 三内丸山遺跡方面へ通じる市道

### 沿線
- 新青森駅（JR東北新幹線・奥羽本線）
- 青森厚生病院
- ガーラタウン（マエダ、トイザらス、アメリカ屋、はるやま、スポーツデポ、コロナワールド）
- 青森西郵便局
- その他、東北新幹線の高架(新青森駅)周辺には、レストランなどの食堂施設やカーショップなどが点在する。